# Urbinaga (métro de Bilbao)
Urbinaga est une station aérienne  de la ligne 2 du métro de Bilbao. Elle est située dans la commune de Sestao.

## Histoire
En 2008, la fréquentation de la station est de 153 996 voyageurs.

## Services aux voyageurs

### Accès et accueil
La station est située rue José Maestro dans la commune de Sestao. Elle est rattachée à la zone B2.

## Projets
Malgré la population alentour, la fréquentation est la plus basse du réseau. En effet, les usagers se reportent plus volontiers sur les lignes C1 et C2 des Cercanías de la Renfe toutes proches. Une correspondance ouvrira pour relier les deux modes. On attend également l'arrivée à cette station de la ligne de tramway UPV - Leioa - Urbinaga.